# 형산강
형산강(兄山江)은 대한민국의 동해로 흐르는 강 중 가장 긴 강으로, 경상북도 경주시 서면 도리 인내산에서 발원한다.
평야는 형산강평야(兄山江平野)라고 부르며, 인구 밀집지역이다. 동해선과 국도 제7호선이 강을 따라 위치하고 있어 교통은 편리하다. 한편 하구에는 포스코의 제철소가 위치하여, 공업에서도 중요한 위치를 차지한다. 신라 시대에는 수도를 관통하는 가장 중요한 하천 중의 하나였다. 강 주변에는 신라 때의 고분군이나 유적들이 많아, 경주국립공원으로 지정되어 관리되고 있다.
국가하천이며 그 구간은 경주시 탑동의 대천 합류점부터 하구까지다. 현재까지 발원지가 어디인지의 논란이 많으나 환경부에서 발간한 한국하천일람에서 공인한 형산강의 최장 발원지는 '경주시 서면 도리, 인내산'이다.

## 명칭유래
형산이라는 이름은 경주시와 포항시의 접경에서 제산(弟山)과 마주하고 있는 형산(兄山)에서 유래됐다. 옛날 포항과 경주 사이에 형제산이 있었다. 형제산 때문에 남천, 북천, 기계천의 강물이 모여서 큰 호수를 이루었고 장마가 지면 항상 범람하여 경주까지 피해를 줬다. 김부 대왕(경순왕)이 왕위에 올랐을 때, 신라는 장래를 예측할 수 없는 상황이었다. 경순왕이 사관에게 점을 보게 하였고, 사관은 동쪽의 임정현(현 안강·포항 지역)에서 왕위를 위협하는 역적이 나올 것이라고 했다. 또한 역적을 막기 위해서는 안강호수의 물을 영일만(어룡사(漁龍沙))으로 흘려보내야 한다고 했다. 형제산의 단맥을 위해서 경순왕은 하늘에 올라가 백일 동안 기도하고 종묘사직의 안녕을 기원하였다. 그리고 땅에서는 태자가 천지신명께 기도하였는데, 태자는 기도 끝에 큰 뱀이 되었다. 태자가 용이 되려면 누군가가 그를 용으로 불러 주어야만 했다. 태자가 길가에 누워 누군가가 용이라 불러 줄 때까지 기다리고 있었으나, 다들 그를 보고 큰 뱀이라 부르며 겁을 먹었다. 마침 한 노파가 손자를 업고 지나가고 있었는데, 손자가 태자에게 용이라고 불렀다. 태자는 뱀을 용으로 불러 준 아이에게 안강호수의 물이 빠진 땅을 주고 그 땅을 아이의 이름을 따 ‘유금’이라고 불렀다. 한편, 형제산은 형산과 제산으로 갈라지고, 그 사이로 강이 흐르게 되었는데, 그 강을 ‘형산강’이라고 하였다.

## 지리
강 줄기는 동남쪽으로 흐르면서 건천읍과 경주시내 동 지역을 지난다. 이 때 동 지역 남쪽(율동, 탑동 경계)에서 남천이, 경주시내에서 보덕동 발원, 덕동호에서 나오는 하천과 합류한다. 이 후 경주시내를 지나 현곡면과 천북면 사이를 지난다. 그 이후 안강읍에서 칠평천이 합류하며, 이 후 진로를 북동쪽으로 꺾고, 강동면 인동리에서는 기계천이 합류한다. 이 후, 포항시 남구 연일읍을 거친다. 그리고 포항시 동 지역에서 영일만으로 흘러든다.
형산강의 하구인 경상북도 포항시 송도동에 삼각주가 있다. 삼각주에는 대도, 상도, 해도, 죽도, 송도 등 다섯 개의 섬이 있었다. 그러나 1968년 포스코가 들어서면서 유로변경이 이루어지고 복개되었다. 물이 정체된 구하도(동빈내항)의 오염문제가 심각해지자, 포항시에서는 포항운하를 복원하였다.

## 하천 시설

### 제1류
형산강의 제1류는 형산강 본류에 직접 닿아 있는 지류들이다.
- 월평천
- 중리천
- 복안천
- 이조천
- 화곡천
- 명계천
- 대천
- 북천
- 남천
- 소현천
- 신당천
- 사방천
- 칠평천
- 왕신천
- 기계천
- 칠성천

### 제2류
형산강의 제2류는 제1류로 흘러 들어가는 지류들이다.
- 덕동천
- 내와천
- 외와천
- 제내천
- 건천
- 고천
- 원동천
- 황룡천
- 내단천
- 옥산천
- 사박천
- 태암천

### 제3류
형산강의 제3류는 제2류로 흘러 들어가는 지류들이다.
- 암곡천
- 야일천

### 댐, 보
- 덕동호
- 월령보
- 해평 취입보
- 상청 취입보
- 심곡저수지

### 교량
- 명계교
- 노곡2교
- 노곡교 - 국도 제35호선 : 반구대로
- 월산교
- 이조교
  - 지방도 제904호선 : 내외로
  - 국도 제35호선 : 반구대로
- 형산강교 - 국도 제7호선 : 외현로
- 세월교
- 인천교
- 용장교 - 국도 제35호선 : 반구대로
- 망성교
- 나정교 - 서라벌대로
- 서천교 - 국도 제4호선, 국도 제35호선 : 태종로
- 장군교(舊 서천철교) - 자전거 보행도로
- 동대교 - 동대로
- 금장교 - 국가지원지방도 제68호선 : 용담로
- 형산강철교 - 한국철도공사 동해선
- 황금대교 - 현재 공사중
- 형산강교 - 국도 제7호선 · 국도 제20호선 : 건포산업로
- 강동대교 - 국도 제7호선 : 산업로
- 국당교 - 천강로
- 국당2교
- 유강대교 - 국도 제31호선 : 영일만대로
- 연일대교 - 연일로
- 섬안철교 - 한국철도공사 괴동선
- 섬안큰다리 - 섬안로
- 포스코대교 - 동해안로

## 형산강 지구대
형산강 일대에는 지구대(Graben)가 있어 다수의 정단층이 발달한다. 이 구조에 의해 포항시 흥해읍과 그 남쪽의 형산강 지역이 하강하고 그 이북과 이남지역은 상대적으로 상승하였다. 정단층이 있음을 연일층군의 두께로 알 수 있는데, 흥해읍 양백리와 바로 옆의 용천리를 잇는 단층을 기준으로 남쪽의 지층이 약 250m 하강하였다.

## 현황
계류형 하천으로 많은 회귀성 어류가 분포하며 다양한 종들이 분포했지만 현재는 많은 보들로 인하여 정수형 생태계가 되었으며 배스, 블루길 같은 외래 어종이 유입되면서 종의 다양성이 큰 타격을 입었다.
추가로 포스코등 공업지구로 이어진 하천에서는 퇴적물로 인한 토양 및 수질 오염이 심각한데 2016년에는 오염도 조사를 한 결과 공업단지와 인접한 하천의 퇴적물과 어패류에서 기어코 수은과 카드뮴을 비롯한 중금속이 적게는 기준치의 수십배에서 많게는 수천~1만배 이상(!) 초과 검출되었다.
형산강 하류의 잦은 홍수 피해를 줄이기 위해 정부는 2015년부터 강폭을 넓히는 공사를 진행해왔다. 그러나 낙동강유역환경청, 한국수자원공사 그리고 시공업체간 갈등 때문에 공사는 지지부진 상태이다. 다음날 9일 환경부에서 해명보도를 통해 공사 맡은 시공업체가 회생절차를 밟고 있고 신규업체 조속 선정해서 내년 장마철이전까지 종료하겠다고 발표했다.

## 같이 보기
- 양산 단층
- 형산강평야
- 형산강 방어 전투
- 대릉원